# Distrikt Mohale’s Hoek
Der Distrikt Mohale’s Hoek ist einer von zehn Distrikten (Bezirken) des Königreiches Lesotho im südlichen Afrika.

## Geographie
Der Distrikt liegt im Süden Lesothos. Er ist benannt nach seiner Hauptstadt Mohale’s Hoek.
Seine Größe beträgt 3530 km², seine Einwohnerzahl 165.590 (Stand 2016).
Siehe auch: Daten der Distrikte Lesothos
Der Mohale’s-Hoek-Distrikt liegt teils in den Lowlands Lesothos, teils in den Highlands (Maloti-Berge).
Er grenzt im Norden an den Distrikt Mafeteng, östlich davon an den Distrikt Maseru, im Nordosten an den Distrikt Thaba-Tseka, im Südosten an den Distrikt Qacha’s Nek und im Süden an den Distrikt Quthing. Nordwestlich des Distrikts Mohale’s Hoek liegt die südafrikanische Provinz Freistaat und südwestlich die ebenfalls südafrikanische Provinz Ostkap. Somit ist der Distrikt von zahlreichen weiteren Gebietskörperschaften umgeben.

### Ortschaften
- Mohale’s Hoek, 1884 gegründet, nach dem jüngeren Bruder Moshoeshoes I., Mohale, benannt, einzige Stadt des Distrikts
- Thaba-Tšoeu (deutsch: Weißer Berg), mit Resten versteinerter Bäume
- Maphutšeng, Missionsstation, mit versteinerten Dinosaurier-Fußabdrücken
- Ha Tšepo, Ort an der Stelle des früheren Hauptortes Old Hoek

### Community Councils
Die Community Councils (etwa: Gemeinden) sind Khoelenya, Likhutloaneng, Mashaleng, Mootsinyane, Nkau, Phamong, Qabane, Qhobeng, Qobong, Seroto, Siloe, Teke und Thaba-Mokhele.